# MEMS
Mikroelektromehanski sistemi (MEMS), zapisani tudi kot mikroelektromehanski sistemi (ali mikroelektronski in mikroelektromehanski sistemi), ter sorodni mikromehatronika in mikrosistemi predstavljajo tehnologijo mikroskopskih naprav, zlasti tistih z gibljivimi deli. Na nanoskali se združujejo v nanoelektromehanske sisteme (NEMS) in nanotehnologijo. MEMS se na Japonskem imenujejo tudi mikro stroji, v Evropi pa mikrosistemska tehnologija (MST).
MEMS sestavljajo komponente velikosti od 1 do 100 mikrometrov (tj. od 0,001 do 0,1 mm), naprave MEMS pa so običajno velike od 20 mikrometrov do milimetra (tj. od 0,02 do 1,0 mm), čeprav so lahko komponente, razporejene v nizih (npr. digitalne mikrozrcalne naprave), večje od 1000 mm2. Običajno so sestavljene iz osrednje enote, ki obdeluje podatke (čip integriranega vezja, kot je mikroprocesor), in več komponent, ki delujejo na okolico (kot so mikrosenzorji). Zaradi velikega razmerja med površino in prostornino MEMS so sile, ki jih povzročata elektromagnetizem okolice (npr. elektrostatični naboji in magnetni momenti) ter dinamika tekočin (npr. površinska napetost in viskoznost), pomembnejši dejavniki pri načrtovanju kot pri mehanskih napravah večjega merila. Tehnologija MEMS se od molekularne nanotehnologije ali molekularne elektronike razlikuje po tem, da mora slednja upoštevati tudi kemijo površine.
Potencial zelo majhnih naprav je bil cenjen, še preden je obstajala tehnologija, ki bi jih lahko izdelala (glej na primer slavno predavanje Richarda Feynmana iz leta 1959 There's Plenty of Room at the Bottom). MEMS so postali praktični, ko jih je bilo mogoče izdelati z uporabo modificiranih tehnologij izdelave polprevodniških naprav, ki se običajno uporabljajo za izdelavo elektronike. Mednje spadajo oblikovanje in galvanizacija, mokro jedkanje (KOH, TMAH) in suho jedkanje (RIE in DRIE), elektroerozijska obdelava (EDM) in druge tehnologije, s katerimi je mogoče izdelati majhne naprave.

## Zgodovina
Tehnologija MEMS ima korenine v silicijevi revoluciji, ki jo lahko zasledimo v dveh pomembnih izumih silicijevih polprevodnikov iz leta 1959: monolitnem čipu integriranega vezja (IC) Roberta Noycea v podjetju Fairchild Semiconductor in tranzistorju MOSFET (metal-oksid-polprevodniški polni tranzistor ali tranzistor MOS) Mohameda M. Atalle in Dawona Kahnga v laboratoriju Bell Labs. Zmanjševanje obsega MOSFET, tj. miniaturizacija MOSFET na čipih integriranih vezij, je privedlo do miniaturizacije elektronike (kot sta predvidevala Moorov zakon in Dennardovo zmanjševanje obsega). To je postavilo temelje za miniaturizacijo mehanskih sistemov z razvojem tehnologije mikroobdelave, ki temelji na silicijevi polprevodniški tehnologiji, saj so inženirji začeli spoznavati, da lahko silicijevi čipi in MOSFET-i sodelujejo in komunicirajo z okolico ter obdelujejo stvari, kot so kemikalije, gibi in svetloba. Enega prvih silicijevih senzorjev tlaka je leta 1962 izotropno mikroobdeloval Honeywell.
Zgodnji primer naprave MEMS je tranzistor z resonančnim vratom, prilagoditev MOSFET, ki ga je leta 1965 razvil Harvey C. Nathanson. Drugi zgodnji primer je resonistor, elektromehanski monolitni resonator, ki ga je med letoma 1966 in 1971 patentiral Raymond J. Wilfinger. V sedemdesetih do zgodnjih osemdesetih letih so bili razviti številni mikrosenzorji MOSFET za merjenje fizikalnih, kemičnih, bioloških in okoljskih parametrov.

## Vrste
Obstajata dve osnovni vrsti tehnologije stikal MEMS: kapacitivna in ohmska. Kapacitivno stikalo MEMS je razvito z uporabo gibljive plošče ali senzorskega elementa, ki spreminja kapacitivnost. Ohmska stikala so krmiljena z elektrostatično krmiljenimi konzolami. Ohmska stikala MEMS lahko odpovedo zaradi utrujanja kovine aktuatorja MEMS (konzole) in obrabe kontaktov, saj se lahko konzole sčasoma deformirajo.

## Materiali za proizvodnjo MEMS
Proizvodnja MEMS se je razvila iz procesne tehnologije pri proizvodnji polprevodniških naprav, tj. osnovne tehnike so nanašanje plasti materiala, oblikovanje s fotolitografijo in jedkanje za izdelavo zahtevanih oblik.

### Silicij
Silicij je material, ki se v sodobni industriji uporablja za izdelavo večine integriranih vezij, ki se uporabljajo v potrošniški elektroniki. Zaradi ekonomije obsega, lahke dostopnosti poceni visokokakovostnih materialov in možnosti vključevanja elektronskih funkcij je silicij privlačen za najrazličnejše aplikacije MEMS. Silicij ima tudi pomembne prednosti, ki izhajajo iz njegovih materialnih lastnosti. V obliki monokristala je silicij skoraj popoln Hookov material, kar pomeni, da pri upogibanju praktično ni histereze in s tem skoraj ni razpršitve energije. Zaradi tega je silicij ne le zelo ponovljiv, temveč tudi zelo zanesljiv, saj se zelo malo utruja in ima lahko življenjsko dobo od milijarde do bilijona ciklov, ne da bi se zlomil. Polprevodniške nanostrukture na osnovi silicija postajajo vse pomembnejše na področju mikroelektronike in zlasti MEMS. Silicijeve nanodelce, izdelane s termično oksidacijo silicija, so zanimive tudi za elektrokemično pretvorbo in shranjevanje, vključno z nanodelčnimi baterijami in fotovoltaičnimi sistemi.

### Polimeri
Čeprav elektronska industrija zagotavlja ekonomijo obsega za industrijo silicija, je kristalni silicij še vedno kompleksen in razmeroma drag material za proizvodnjo. Po drugi strani je mogoče polimere proizvajati v velikih količinah in z zelo različnimi lastnostmi materiala. Naprave MEMS je mogoče izdelati iz polimerov s postopki, kot so brizganje, reliefno oblikovanje ali stereolitografija, in so še posebej primerne za mikrofluidne aplikacije, kot so kartuše za enkratno uporabo za testiranje krvi.

### Kovine
Za izdelavo elementov MEMS se lahko uporabljajo tudi kovine. Čeprav kovine nimajo nekaterih prednosti, ki jih ima pri mehanskih lastnostih silicij, lahko kovine ob uporabi v okviru svojih omejitev izkazujejo zelo visoko stopnjo zanesljivosti. Kovine se lahko nanesejo z galvanizacijo, uparjanjem in razprševanjem. Pogosto uporabljene kovine so zlato, nikelj, aluminij, baker, krom, titan, volfram, platina in srebro.

### Keramika
Nitridi silicija, aluminija in titana ter silicijev karbid in druga keramika se zaradi ugodnih kombinacij lastnosti materialov vse pogosteje uporabljajo pri izdelavi MEMS. AlN kristalizira v wurtzitni strukturi in ima zato piroelektrične in piezoelektrične lastnosti, ki omogočajo senzorje, na primer, z občutljivostjo na normalne in strižne sile. Po drugi strani pa TiN izkazuje visoko električno prevodnost in velik modul elastičnosti, kar omogoča izvajanje elektrostatičnih shem za pogon MEMS z ultratankimi nosilci. Poleg tega je zaradi visoke odpornosti TiN proti biokoroziji material primeren za uporabo v biogenih okoljih. Slika prikazuje elektronsko-mikroskopsko sliko biosenzorja MEMS s 50 nm tankim upogljivim nosilcem iz TiN nad talno ploščo iz TiN. Oboje se lahko poganja kot nasprotni elektrodi kondenzatorja, saj je žarek pritrjen v električno izoliranih stranskih stenah. Ko je tekočina suspendirana v votlini, se lahko njena viskoznost določi z upogibanjem žarka z električno privlačnostjo na osnovno ploščo in merjenjem hitrosti upogibanja.